# 110073 Leeonki
110073 Leeonki è un asteroide della fascia principale. Scoperto nel 2001, presenta un'orbita caratterizzata da un semiasse maggiore pari a 2,7042975 UA e da un'eccentricità di 0,0108660, inclinata di 3,94567° rispetto all'eclittica.